# Katedra Arktyczna
Katedra Arktyczna (norw. Ishavskatedralen, pol. „katedra Morza Arktycznego”)  właśc. Kościół Tromsdalen (norw. Tromsdalen kirke, nynorsk Tromsdalen kyrkje) – kościół luterański w Tromsø za kołem podbiegunowym w Norwegii; należy do diecezji Nord-Hålogaland.

## Opis

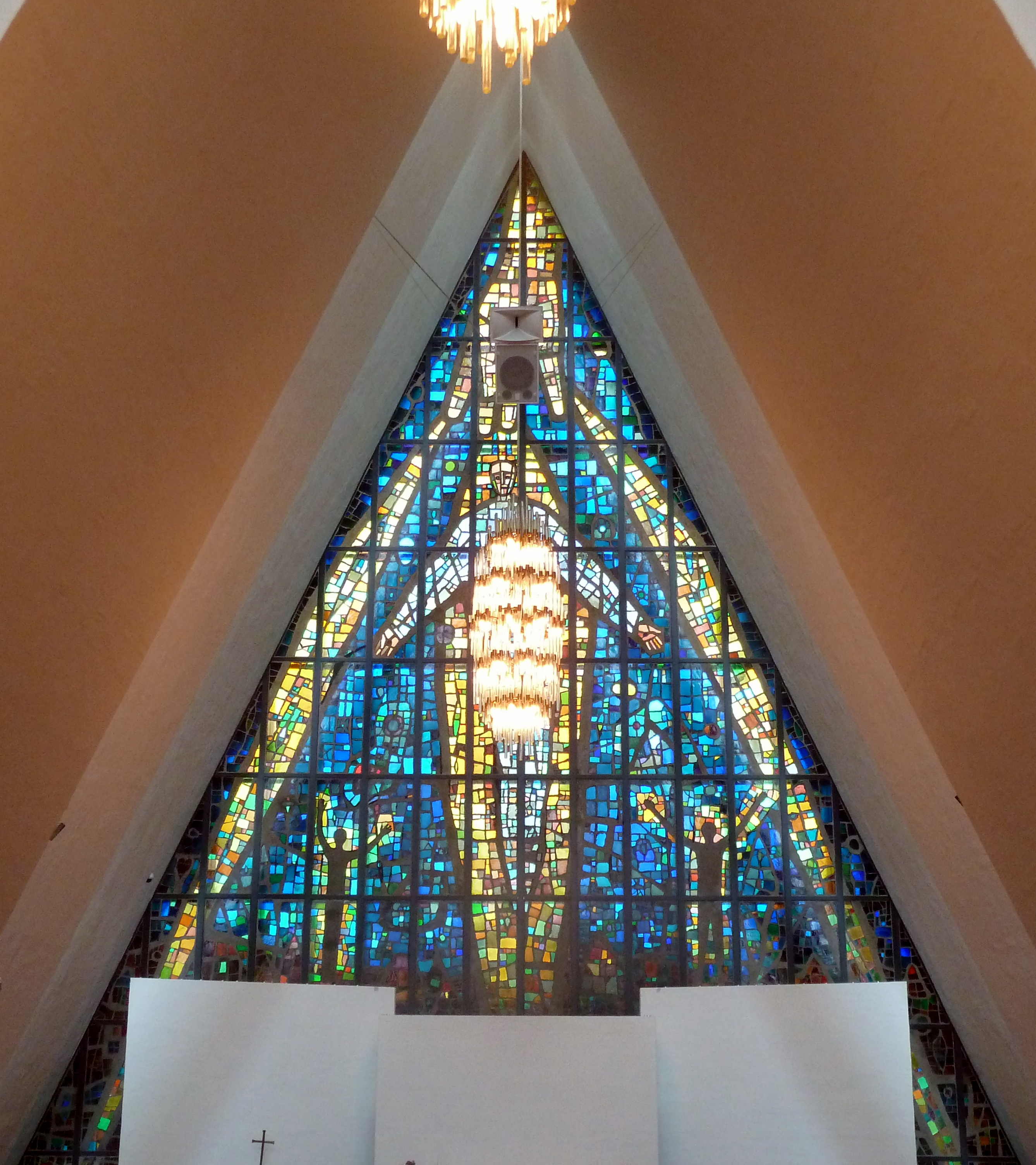
„Drugie przyjście Chrystusa” – monumentalny witraż Victora Sparrego

Kościół został zbudowany 1965 roku według projektu Jana Inge Hoviga (1920–1977). Zlokalizowany jest przy moście Tromsøbrua. Jest dobrze widoczny z morza zarówno od strony północnej, jak i południowej, a także z centrum miasta. Jego monumentalna bryła góruje nad sąsiadującymi zabudowaniami, przez co kościół nazywany jest „katedrą”, choć katedrą nie jest.
Formą przypomina tradycyjny namiot lapoński. Wzniesiony z 11 par płyt betonowych opierających się o siebie szczytami, tworzących nachodzące na siebie trójkąty. Płyty pokrywa blacha pomalowana na biało.
Gmach wyróżniają monumentalna szklana fasada z wydatnym krzyżem z betonu po stronie zachodniej, a po stronie wschodniej, dodany w 1972 roku, ogromny trójkątny witraż projektu Victora Sparrego (1919–2008) przedstawiający drugie przyjście Chrystusa. Na witrażu ukazana jest dłoń Boga, z której rozchodzą się trzy promienie światła: jeden przechodzi przez postać Jezusa, drugi przez postać kobiety, a trzeci przez postać mężczyzny. Witraż ma monumentalne rozmiary – mierzy 23 m wysokości. Został wykonany przy użyciu techniki rozwiniętej w latach 30. XX w. we Francji, polegającej na zastosowaniu grubych na 10 cm bloków szkła wprawionych w żelazo i osadzonych w betonie.
Wnętrze świątyni utrzymane jest w surowym stylu, główne elementy wystroju to dębowe ławy, szklane żyrandole, ołtarz i ambona. Hovig współpracował z architektem wnętrz Bittenem Hopstockem.
W 2005 roku w kościele zamontowano organy z 2940 piszczałkami, zbudowane przez firmę Grönlunds Orgelbyggeri. Odbywają się tu liczne koncerty – w 2017 roku ponad 500 – w tym letnie koncerty podczas białych nocy oraz koncerty zimowe.